# Нойхемсбах

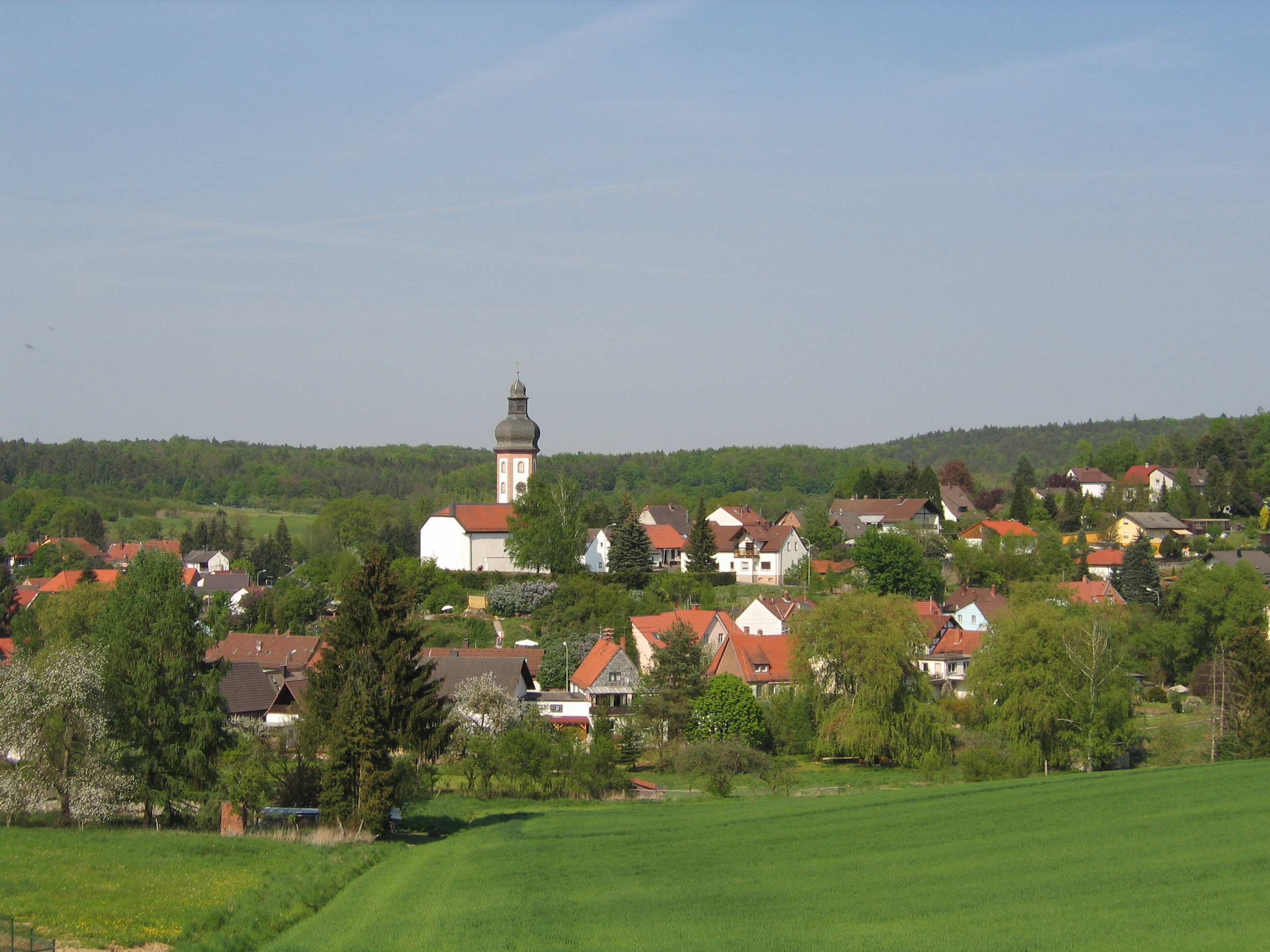

Нойхемсбах (нем. Neuhemsbach) — коммуна в Германии, в земле Рейнланд-Пфальц. 
Входит в состав района Кайзерслаутерн. Подчиняется управлению Энкенбах-Альзенборн.  Население составляет 856 человек (на 31 декабря 2010 года). Занимает площадь 6,66 км².